# يوليا آيكهورن
جوليا آيكهورن (بالألمانية: Julia Eichhorn)‏ (و. 1983  م) هي متزلجة تزلج صدري ألمانية، ولدت في زونهبرغ.